# 그레이엄 힐

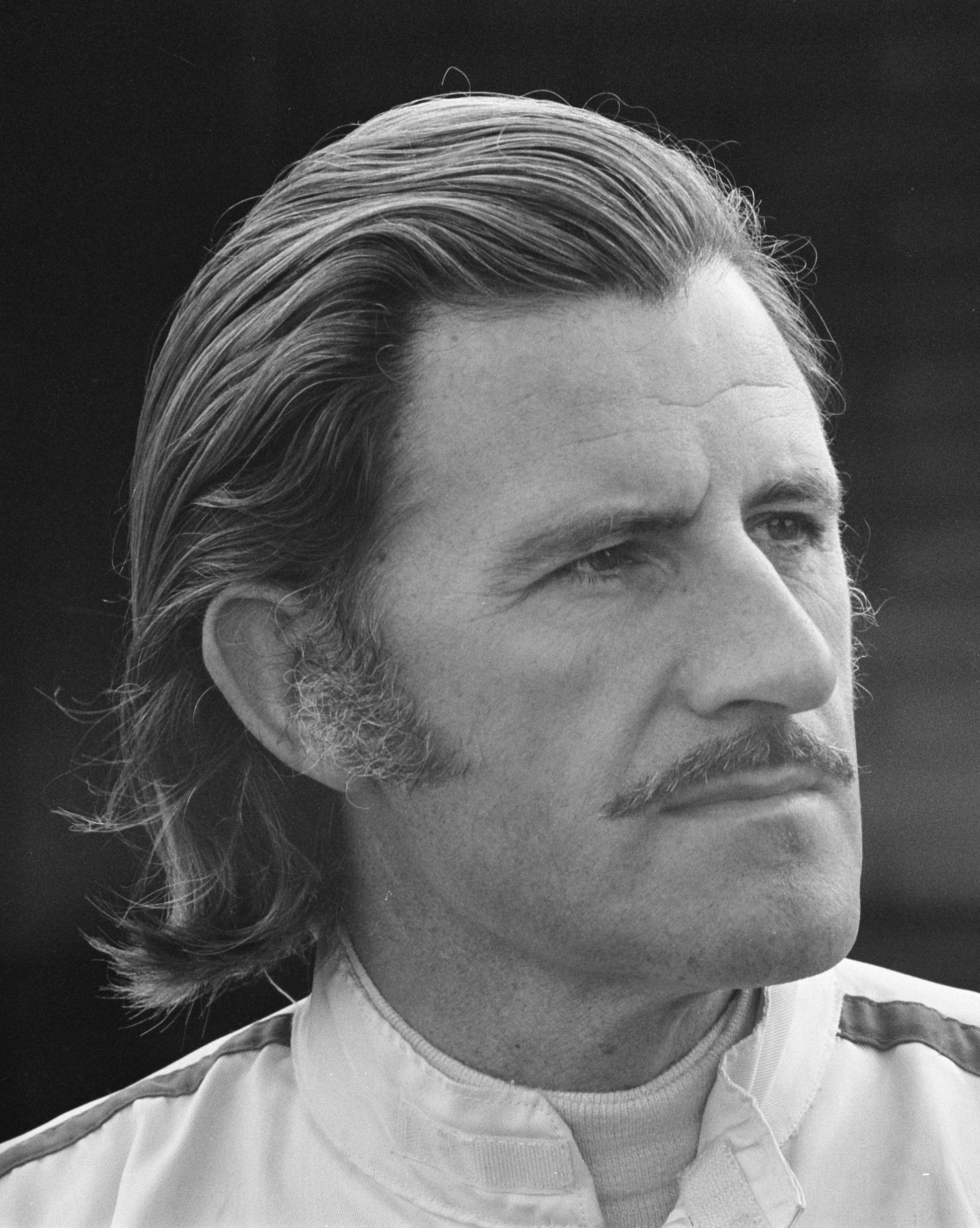

그레이엄 힐(Graham Hill, 본명: 노먼 그레이엄 힐 OBE, Norman Graham Hill OBE, 1929년 2월 15일 – 1975년 11월 29일)은 영국의 레이싱 드라이버이자 팀 오너였으며, 포뮬러 원 월드 챔피언을 두 번이나 차지하여 1962년과 1968년에 우승하고 세 차례(1963년, 1964년, 1965년) 입상했다. 이미 24세가 된 1953년까지 운전 시험을 통과하지 못했고 1년 후에야 모터스포츠의 세계에 입문했음에도 불구하고 힐은 계속해서 그의 세대의 가장 위대한 드라이버 중 한 명이 되었다. 힐은 인디애나폴리스 500, 르망 24시간 경주, 포뮬러 원 월드 드라이버 챔피언십에서 우승한 모터스포츠 트리플 크라운을 달성한 유일한 드라이버로 가장 유명하다. 동료 F1 월드 챔피언과 인디 500 우승자 자크 빌뇌브를 포함하여 그의 동료 중 몇몇도 이 정의를 지지했지만, 오늘날 이 성과는 포뮬러 원 월드 챔피언십보다는 모나코 그랑프리를 포함하는 것으로 가장 일반적으로 정의된다. 이 새로운 정의에 따르면 힐은 여전히 1960년대(5회; 1963, 1964, 1965, 1968, 1969)에 모나코에서 우승하여 미스터 모나코(Mr. Monaco)로 알려지게 된 트리플 크라운을 획득한 유일한 드라이버이다. 힐은 1969년 미국 그랑프리에서 추락해 심각한 부상을 입어 두 다리가 부러지고 시즌을 마감했다. 그는 회복하여 1975년까지 경주를 계속했지만 힐의 경력은 다시는 같은 높이에 도달하지 못했고 1969년 초 모나코 그랑프리 우승은 포뮬러 1에서의 자신의 마지막 우승을 기록했다.
자동차 경주의 세 가지 주요 분야 모두에서 가장 권위 있는 경주에서 우승함으로써 힐은 스포츠 역사상 가장 완벽한 드라이버 중 한 명으로 자리매김했다. 힐은 또한 인기가 많은 텔레비전 인물이었으며 1970년대 텔레비전 화면에서 스포츠 외 활동으로 자주 등장했으며 패널 게임을 포함한 다양한 프로그램에 출연했다.
브라밤을 떠나면서 힐은 1973년에 엠버시 힐이라는 이름으로 운영되는 자신의 팀을 구성했다. 힐은 경주를 계속했지만 1975 모나코 그랑프리 자격을 얻지 못한 후 팀의 일상적인 운영에 집중하기 위해 운전을 그만 두었다. 같은 해 힐과 다른 엠버시 힐 팀원 5명은 프랑스에서 조종하던 비행기가 런던 북부의 엘스트리 비행장에 착륙을 시도하던 중 밤에 아클레이 골프장에서 안개 속에서 추락하면서 사망했다.
힐과 그의 아들 데이먼 힐은 포뮬러 원 세계 챔피언십에서 우승한 최초의 부자(父子)였다. 힐의 손자이자 데이먼의 아들인 조쉬(Josh)도 22세의 나이로 2013년 포뮬러 3에서 은퇴할 때까지 높은 순위를 차지했다.